# Deh-e Jāmī
Deh-e Jāmī (persiska: ده جامی, Deh Jāmī) är en ort i Iran.   Den ligger i provinsen Kermanshah, i den västra delen av landet, 500 km väster om huvudstaden Teheran. Deh-e Jāmī ligger 1 647 meter över havet och antalet invånare är 293.
Terrängen runt Deh-e Jāmī är huvudsakligen kuperad, men den allra närmaste omgivningen är platt.Runt Deh-e Jāmī är det ganska tätbefolkat, med 60 invånare per kvadratkilometer. Närmaste större samhälle är Gahvāreh, 17,2 km öster om Deh-e Jāmī. Omgivningarna runt Deh-e Jāmī är i huvudsak ett öppet busklandskap.